# Sebastian Bota
Sebastian Bota, né le 15 septembre 1972 à Brașov, est un ancien handballeur international roumain. Il est actuellement l'entraîneur adjoint de Eliodor Voica au Dinamo Bucarest.

## Palmarès

### Steaua Bucarest
- Champion de Roumanie (2) : 1994, 1996
- Vainqueur de la Coupe de Roumanie (1) : 1997
- Demi-finaliste de la Coupe EHF (2) : 1993, 1994

### CD São Bernardo
- Divisão de Elite (2) : 2003, 2004